# Eva Meijer

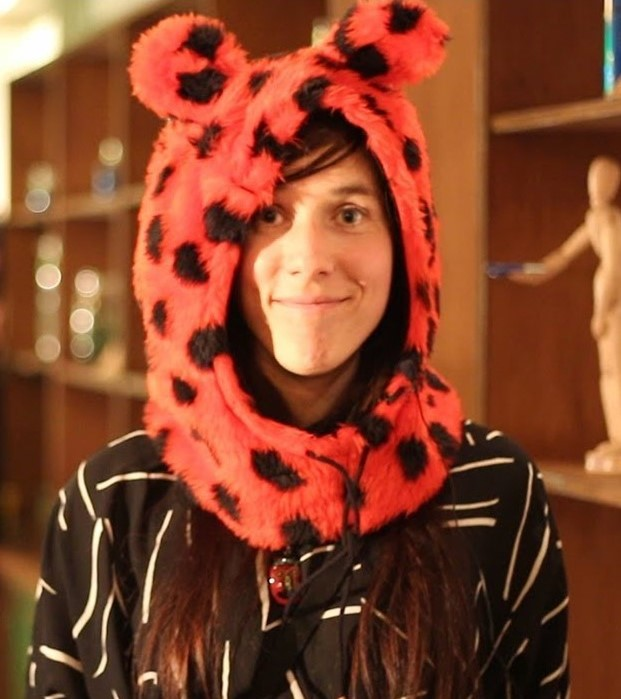
Eva Meijer

Eva Meijer (* 1980 in Hoorn) ist eine niederländische Philosophin, Publizistin, Künstlerin und Singer-Songwriter.

## Deutschsprachig übersetzte Schriften
- Die Sprachen der Tiere. 2. Auflage, Berlin 2018.
- Das Vogelhaus: Roman. München 2018.
- Was Tiere wirklich wollen: Eine Streitschrift über politische Tiere und tierische Politik. München 2019.
- Die Grenzen meiner Sprache: Kleine philosophische Untersuchung zur Depression. München 2022.
- Vorwärts. Roman. BTB, München 2023, ISBN 978-3-442-77328-2.

## Auszeichnungen
- ASCA Book Award (2020)
- Hypatia Prize (2018)
- Halewijnprijs (2018)
- Erasmianum-Preis (2018)
- BNG Literatuurprijs (2017)

## Diskografie
- Eva Meijer bei Bandcamp
- Zwaan
- The things a girl should do
- Metamorphosis
- Het heden
- A long way